# Hugo Färnström
Karl Hugo Färnström, född 11 januari 1918 i Enköping, död 7 januari 1986  i Stockholm och begravd i minneslunden på Skogskyrkogården, var en svensk mördare. Färnström, som arbetade som chaufför och gårdskarl, var gift tre gånger. Två av giftermålen slutade i skilsmässa på grund av misshandel och sexuella övergrepp som dock aldrig anmäldes. Han dömdes även för våldtäkt på sin styvdotter.

## Fallet Kerstin Blom
Den 18 juli 1955 försvann 5-åriga Kerstin Blom och den 25 juli fann man henne våldtagen och mördad, nedstoppad i en väska i Albysjön. Först föll misstanken på Olle Möller men denne hade vattentätt alibi. År 1964 greps Hugo Färnström som misstänkt för mordet. Hans tidigare hustru hade plötsligt erinrat sig att den väska, med en karakteristisk lagning, som Blom påträffats i, tillhörde hennes make och kontaktade därför polisen. Teknisk bevisning kunde säkras i den bostad samt på de möbler Färnström disponerat vid tiden för mordet och han dömdes 1965 till livstids fängelse för mordet.

## Fallet Gerd Johansson
Då Färnström tidigare dömts för sexualbrott, hans utseendemässiga likheter med Olle Möller samt att Färnström under förhör började prata om "Gerd" uppstod misstanken att Färnström kan ha varit gärningsman i det mord som Olle Möller dömdes för 1941.